# Syngenes dolichocercus
Syngenes dolichocercus is een insect uit de familie van de mierenleeuwen (Myrmeleontidae), die tot de orde netvleugeligen (Neuroptera) behoort. 
Syngenes dolichocercus is voor het eerst wetenschappelijk beschreven door Navás in 1914.